# René Ryl
René Ryl (* 17. Juni 1967 in Ludwigsfelde) ist ein ehemaliger deutscher Boxer. Er war Vize-Europameister 1987 im Halbschwergewicht.

## Werdegang
Rene Ryl begann als Jugendlicher bei der BSG Motor Ludwigsfelde mit dem Boxen. Bereits 1979, 1980 u. 1981 wurde er im Jugendbereich Bezirksmeister und in den Jahren 1982 bis 1984 insgesamt viermal DDR-Meister in den Altersklassen AK 14 bis AK 17. Außerdem wurde er im Jahre 1981 Spartakiadesieger. Aufgrund dieser Erfolge wurde er zum TSC Berlin delegiert.
Bereits mit 17 Jahren startete Rene Ryl 1984 bei der DDR-Meisterschaft der Senioren und kämpfte sich dort bis in das Finale das Halbschwergewichts vor, in dem er gegen den wesentlich älteren und erfahreneren René Suetovius eine KO-Niederlage hinnehmen musste. Dieser Niederlage folgte im gleichen Jahr in Tampere der Junioren-Europameistertitel im Mittelgewicht. Im Finale dieser Meisterschaft besiegte er Sergei Prokopenko aus der Sowjetunion nach Punkten (5:0 Richterstimmen).
Rene Ryl wurde auch in den Jahren 1985, 1986 und 1987 DDR-Vizemeister im Halbschwergewicht. 1985 und 1986 verlor er dabei gegen Rene Suetovius knapp nach Punkten und 1987 musste er sich Manfred Gebauer von Motor Mitte Magdeburg nach Punkten geschlagen geben (2:3).
Rene Suetovius, einen seiner Hauptkonkurrenten in der DDR im, konnte er aber auch besiegen. So schlug er diesen in Endkämpfen des TSC-Turnieres 1985 und 1986 in Berlin nach Punkten bzw. durch
Abbruch in der 3. Runde. Einen bemerkenswerten Sieg feierte Rene Ryl auch beim Chemie-Pokal 1987 in Halle (Saale), als er im Endkampf den kubanischen Meister Orlando Despaigne nach Punkten besiegte (5:0).
1987 verlor Rene Ryl in Rostock anlässlich eines Vergleichskampfes zwischen der DDR und der Bundesrepublik Deutschland gegen Markus Bott nach Punkten. Im gleichen Jahr wurde er bei der Europameisterschaft in Turin im Halbschwergewicht Vize-Europameister. Er besiegte dabei Lajos Erős aus Ungarn (5:0), Asmir Vojnovic aus Jugoslawien (5:0) und Lofti Canbakis aus der Türkei (5:0) nach Punkten und unterlag im Endkampf dem sowjetischen Sportler Juri Waulin mit dem gleichen Ergebnis. Gegen Ende des Jahres 1987 belegte er beim 5. Welt-Cup in Belgrad mit einem Sieg über Lofti Canbakis (5:0) und einer Niederlage im Halbfinale gegen Damir Skaro aus Jugoslawien den 3. Platz. Dies war sein letzter großer Wettkampf.
Ryl erkrankte an Multipler Sklerose. Die ersten Anzeichen dieser Krankheit machten sich 1988 bemerkbar. Weder Trainer, noch Betreuer, noch Ryl selbst ahnten zu diesem Zeitpunkt, dass Deutschlands Olympiahoffnung an Multipler Sklerose leidet. Im Gegenteil, die Vorbereitungen für Olympia liefen auf Hochtouren und nominiert zu sein bedeutete auch kämpfen zu müssen. Ungeachtet des Gesundheitszustandes Ryls, wurde im Olympiajahr 1988 ein Trainingslager auf Kuba organisiert. Ryl über sich: "Ich habe mich nie aufgelehnt, habe alles mitgemacht und mich nie beschwert. Ich wollte Olympiasieger werden und habe alles diesem Ziel untergeordnet. Aber als ich aus Kuba zurückkam, mein Augenlid herunterhing und ich mein Bein hinterherzog war mir klar: Jetzt ist Schluß! Ich habe mich gefühlt wie Muhammad Ali bei seinem Kampf gegen das System."
1998 macht er eine Lehre als PKA (pharmazeutisch kaufmännischer Angestellter) und arbeitete zwei Jahre in diesem Beruf. Durch seinen besonderen Zugang zum Sport, fand er spät seine Berufung und begann 2004 das Studium der Psychologie. Mittlerweile steht er kurz vor dem Abschluss.
Mit Energie kämpft Rene Ryl aber seit dieser Zeit gegen diese Krankheit mit Erfolg an und ist heute (2016) Trainer im Boxen beim TSC Berlin im Freizeitbereich.

## Internationale Erfolge
| Jahr | Platz | Wettbewerb                           | Gewichtsklasse | |
| 1984 | 1.    | Intern. Junioren-Turnier in Schwerin | Halbschwer     | |
| 1984 | 1.    | Junioren-EM in Tampere               | Mittel         | mit Punktsiegen über Claus Tögersen, Dänemark (5:0), Mika Koivula, Finnland (5:0) u. Sergei Prokopenko, UdSSR (5:0)                                                     |
| 1984 | 2.    | TSC-Turnier in Berlin                | Halbschwer     | mit Punktniederlage im Finale gegen Charim Matschanow, UdSSR |
| 1985 | 1.    | TSC-Turnier in Berlin                | Halbschwer     | mit Punktsieg im Finale über René Suetovius (3:2) |
| 1985 | 5.    | Junioren-WM in Bukarest              | Halbschwer     | mit einem Punktsieg über Nikolai Lapkow, Bulgarien (5:0) u. einer Punktniederlage im Viertelfinale gegen Damian Vasile, Rumänien (2:3)                                  |
| 1986 | 2.    | Chemie-Pokal in Halle (Saale)        | Halbschwer     | mit einer Punktniederlage im Finale gegen Rene Suetovius (1:4) |
| 1986 | 1.    | TSC-Turnier in Berlin                | Halbschwer     | mit Punktsieg im Halbfinale über Stanislaw Lakomiec, Polen (5:0) u. mit Abbruch-Sieg i.d. 3. Runde über Rene Suetovius                                                  |
| 1986 | 1.    | Bee-Gee-Turnier in Helsinki          | Halbschwer     | |
| 1986 | 5.    | "Goodwill"-Games in Moskau           | Halbschwer     | nach einer Abbruch-Niederlage i.d.e 2. Runde im Viertelfinale gegen Andrei Karawajew, UdSSR                                                                             |
| 1987 | 1.    | Chemie-Pokal in Halle (Saale)        | Halbschwer     | nach Punktsieg im Finale über Orlando Despaigne, Kuba (5:0) |
| 1987 | 2.    | TSC-Turnier in Berlin                | Halbschwer     | nach Punktniederlage gegen Andrei Karawajew (1:4) |
| 1987 | 2.    | EM in Turin                          | Halbschwer     | mit Punktsiegen über Lajos Erős, Ungarn (5:0), Asmir Vojnovic, Jugoslawien (5:0) u. Lofti Canbakis, Türkei (5:0) u. einer Punktniederlage gegen Juri Waulin, UdSSR)0:5) |
| 1987 | 3.    | 5. Welt-Cup in Belgrad               | Halbschwer     | nach einem Punktsieg über Lofti Canbakis (5:0) u. einer Punktniederlage gegen Damir Skaro, Jugoslawien (0:5)                                                            |

## Länderkämpfe
| Jahr | Ort     | Begegnung     | Gewichtsklasse |                                   |
| 1987 | Rostock | DDR gegen BRD | Halbschwer     | Punktniederlage gegen Markus Bott |

## DDR-Meisterschaften
| Jahr | Platz | Gewichtsklasse |                                                                                  |
| 1984 | 2.    | Halbschwer     | nach KO-Niederlage i.d. 2. Runde im Finale gegen René Suetovius, SC Chemie Halle |
| 1985 | 2.    | Halbschwer     | nach Punktniederlage im Finale gegen Rene Suetovius                              |
| 1986 | 2.    | Halbschwer     | nach Punktniederlage im Finale gegen Rene Suetovius (2:3)                        |
| 1987 | 2.    | Halbschwer     | nach Punktniederlage gegen Manfred Gebauer, Motor Mitte Magdeburg (2:3)          |

Anm.: WM = Weltmeisterschaft, EM = Europameisterschaft, Mittelgewicht, bis 75 kg, Halbschwergewicht, bis 81 kg Körpergewicht